# Leptodon nitidus
Leptodon nitidus là một loài Rêu trong họ Leptodontaceae. Loài này được (Lindb.) Sull. mô tả khoa học đầu tiên năm 1874.